# Giddens Ko
Giddens Ko (en chino, 柯景騰; pinyin, Kē Jǐng Téng) (Condado de Changhua, República de China, 25 de agosto de 1978), también conocido bajo su seudónimo de Nine Knives (en chino, 九把刀; pinyin, Jiǔ Bǎ Dāo), es un novelista, director de cine, guionista y productor taiwanés. Ko es actualmente uno de los autores más reconocidos de Taiwán, habiendo publicado más de sesenta novelas y diversos trabajos, muchos de los cuales han recibido adaptaciones cinematográficas.

## Biografía

### Primeros años
Ko nació el 25 de agosto de 1978 en el condado de Changhua, República de China, como el segundo de tres hermanos. Sus padres dirigen una farmacia. Ko descubrió su amor por la escritura tras escribir una historia como parte de su solicitud universitaria.
Comenzó a escribir novelas de ficción en 1999 y publicó la mayoría de sus primeros trabajos en Internet. Ko luchó durante los primeros cinco años de su carrera como escritor, antes de incursionar en diversos géneros, tales como el horror, ciencia ficción y romance. De acuerdo con sus propias palabras, escribe al menos 5000 palabras por día y, en su máximo pico, ha publicado un libro al mes durante catorce meses consecutivos. Este conjunto de trabajos ayudó a que su popularidad aumentara considerablemente en Taiwán.
Su seudónimo, Nine Knives (en chino, 九把刀; pinyin, Jiǔ Bǎ Dāo), originalmente era el título de una canción escrita por Ko cuando aún era estudiante de secundaria. Dicho título terminó siendo su apodo cuando un tutor vio a sus estudiantes pasando notas firmadas por Nine Knives y preguntó quién era. Sus compañeros de clase luego revelaron que Nine Knives era Ko y este comenzó a usar el apodo como su seudónimo después de graduarse de la universidad.

### Carrera cinematográfica
Su debut como director se produjo en 2009 con la película L-O-V-E. En 2010, Ko dirigió quizás uno de sus filmes más conocidos hasta la fecha, You Are the Apple of My Eye, basada en su novela The Girl We Chased Together in Those Years. En 2011, Ko adaptó su serie de libros Killer a la gran pantalla, estrenada bajo el nombre de The Killer Who Never Kills. El año siguiente también produjo un documental centrado en los refugios de animales de Taiwán, titulado Twelve Nights. En 2014, otro de los libros de Ko fue adaptado a una película, Café. Waiting. Love. La adaptación cinematográfica de otro de los libros de Ko, Kung Fu, estaba originalmente programada para ser lanzada en 2014, sin embargo su fecha de lanzamiento se retrasó hasta 2015. En septiembre de 2015, Ko anunció otra adaptación de libro a película, The Tenants Downstairs, que fue estrenada en 2016.
En 2017, Ko dirigió la película de horror y comedia Mon Mon Mon Monsters. Ko originalmente tenía la intención de que la película fuera un falso documental rodado enteramente con un iPhone. Esta idea, sin embargo, fue descartada cuando el proyecto evolucionó hacia un trabajo mucho más personal, en parte inspirado por las críticas que el director había recibido y que aún recibía tras admitir su infidelidad con la periodista Chou Ting-yu en 2014 y su eventual matrimonio con Chou en 2017. Mientras hablaba de su fuente de inspiración, Ko declaró que «quizás millones de taiwaneses me odiaban, así que quería filmar una película de terror para asustar a todos, para expresar mi odio».

## Vida personal
En octubre de 2014, Ko admitió públicamente haber engañado a su novia de nueve años, Hsiao-nei, con la reportera de televisión Chou Ting-yu. A principios de mayo de 2015, Ko confirmó que su relación con Hsiao-nei había terminado. Ko y Chou comenzaron a salir en marzo de 2016, y se casaron a finales de 2017. El 4 de abril de 2020, Ko anunció el nacimiento de su primer hijo, una niña.

## Filmografía
| Año  | Título                      | Rol                            | Notas                          |
| ---- | --------------------------- | ------------------------------ | ------------------------------ |
| 2007 | Full Count                  | Guionista                      | Serie                          |
| 2009 | L-O-V-E                     | Director, guionista, actor     | Segmento: "San sheng you xing" |
| 2011 | The Killer Who Never Kills  | Guionista                      | Historia original              |
| 2011 | You Are the Apple of My Eye | Director, guionista, actor     |                                |
| 2013 | Machi Action                | Coguionista                    |                                |
| 2013 | Twelve Nights               | Productor                      | Documental                     |
| 2013 | Kiss Me Mom!                | Historia original              | Serie                          |
| 2014 | Café. Waiting. Love         | Productor, guionista           |                                |
| 2015 | Kung Fu                     | Director y guionista           |                                |
| 2016 | The Tenants Downstairs      | Guionista                      |                                |
| 2017 | Mon Mon Mon Monsters        | Director, guionista, productor |                                |
| 2020 | A Choo                      | Guionista, productor           |                                |

## Premios y nominaciones
| Año  | Premio                                        | Categoría                                    | Recipiente                                           | Resultado |
| ---- | --------------------------------------------- | -------------------------------------------- | ---------------------------------------------------- | --------- |
| 2011 | Golden Horse Awards                           | Mejor director nuevo                         | You Are the Apple of My Eye                          | Nominado  |
| 2011 | Golden Horse Awards                           | Mejor canción original                       | You Are the Apple of My Eye - "Those Years" (lyrics) | Nominado  |
| 2012 | Hong Kong Film Awards                         | Mejor película de China continental y Taiwán | You Are the Apple of My Eye                          | Ganador   |
| 2012 | Chinese Film Media Awards                     | Mejor director nuevo                         | You Are the Apple of My Eye                          | Ganador   |
| 2017 | Bucheon International Fantastic Film Festival | Premio de la audiencia                       | Mon Mon Mon Monsters                                 | Ganador   |